# Richard Seaver
Richard Woodward Seaver (Watertown, Connecticut, 1926. december 31. – New York, 2009. január 5.) amerikai műfordító, szerkesztő és könyvkiadó. Seaver a cenzúrával dacolva olyan szerzők műveit ismertette meg az amerikai közönséggel, mint Samuel Beckett, Jean Genet, Henry Miller, William S. Burroughs, Hubert Selby, Eugène Ionesco, E. M. Cioran, D. H. Lawrence, Jack Kerouac, Harold Pinter és de Sade márki.

## Élete
Seaver az Észak-Karolinai Állami Egyetemen diplomázott, majd rövid ideig egy középiskolában tanított.
Az 1950-es évek elején Fulbright ösztöndíjasként James Joyce-ról írta szakdolgozatát a párizsi Sorbonne-on. Társalapítója volt az angol nyelvű, negyedévente megjelenő Merlin című irodalmi lapnak, amely többek között Eugène Ionesco és Jean Genet korai műveit publikálta. 1952-ben elismerő hangvételű tanulmányt publikált a Merlinben az akkor még ismeretlen Samuel Beckettről, akinek röviddel korábban fejezte be Molloy és Malone meghal című regényének olvasását. Seaver Beckett-tel együttműködve fordította franciáról angolra Beckett A vég (The End) és A kitaszított (The Expelled) című elbeszéléseit.
Ez idő tájt ismerte meg Jeanette Medinát, akit 1953-ban feleségül vett. Két évig szolgált az amerikai haditengerészetnél, majd New Yorkban telepedett le.
1959-től dolgozott a Grove Press kiadóban, ahol idővel főszerkesztő lett. Több mint 50 kötetet fordított franciáról angolra. 1971-ben otthagyta a Grove Presst és a Viking Pressnél kezdett dolgozni. 1976-ban Seaver szerkesztésében és bevezetőjével jelent meg a Grove Press kiadásában Beckett nagyszabású válogatáskötete I can't go on, I'll go on: a selection from Samuel Beckett's work címmel.
1988-ban feleségével Jeannette-tel saját kiadót alapított Arcade Publishing néven. A kiadó az évek során 31 országból több mint 250 szerző műveit ismertette meg az amerikai közönséggel.
New Yorkban hunyt el 2009. január 5-én szívroham következtében.